# Arne Lagercrantz
Arne Göstasson Lagercrantz, född 15 april 1915 i Berlin, Tyskland, död 9 november 1973 i Lidingö församling, Stockholms län, var en svensk filmfotograf.
Lagercrantz anställdes i januari 1934 på laboratoriet vid Svensk Filmindustri och blev i juni 1935 B-fotograf. Han var huvudsakligen verksam som kortfilms- och journalfilmsfotograf. Lagercrantz är begravd på Lidingö kyrkogård.

## Filmfoto i urval

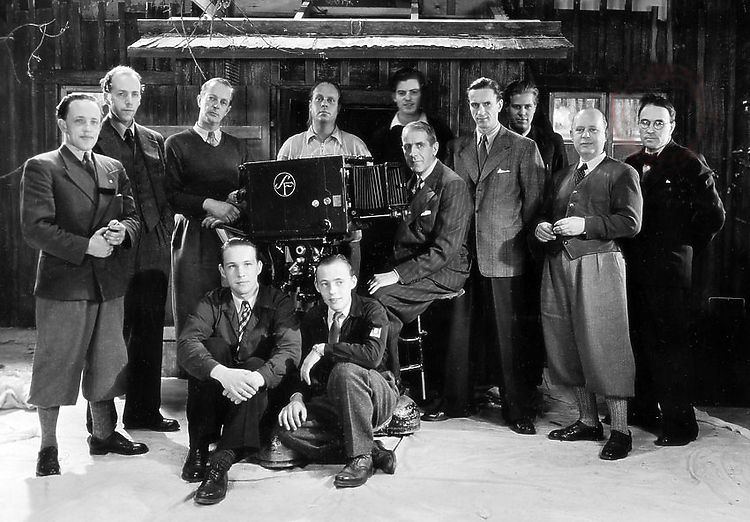
Louis Huch stående längst till höger på fotot tillsammans med kollegor vid Svensk Filmindustri. Bland dessa återfinns Martin Bodin, Gustaf Boge, Gösta Roosling, Arne Lagercrantz, Åke Dahlqvist och Gunnar Fischer. Fotot troligen taget av Huch med självutlösare.

- 1935 - Järnets man --- B-foto  (Spelfilm)
- 1938 - Adolf Armstarke --- B-foto (Spelfilm)
- 1938 - O,en så'n natt --- B-foto (Spelfilm)
- 1938 - Bara en trumpetare --- B-foto (Spelfilm)
- 1939 - Fram för framgång --- B-foto (Spelfilm)
- 1939 - Med folket för fosterlandet --- B-foto (Spelfilm)
- 1939 - Den stora kärleken --- B-foto (Spelfilm)
- 1939 - Styrman Karlssons flammor --- B-foto (Spelfilm)
- 1940 - Herr Husassitenten --- B-foto (Spelfilm)
- 1940 - Kadettkamrater --- B-foto (Spelfilm)
- 1940 - Landstormens lilla Lotta --- B-foto (Spelfilm)
- 1940 - Rena rama sanningen --- B-foto (Spelfilm)
- 1940 - Snurriga familjen --- B-foto (Spelfilm)
- 1940 - En, men ett lejon! --- B-foto (Spelfilm)
- 1940 - Gentleman att hyra --- B-foto (Spelfilm)
- 1940 - Stora famnen --- B-foto (Spelfilm)
- 1941 - Stål --- B-foto (Spelfilm)
- 1941 - Vi Masthuggspojkar --- B-foto (Spelfilm)
- 1941 - Landstormens lilla argbigga --- B-foto (Spelfilm)
- 1942 - Två besök på Landsort --- Foto
- 1942 - Göranssons pojke --- B-foto (Spelfilm)
- 1942 - Lärarinna på vift --- B-foto (Spelfilm)
- 1942 - Striden går vidare --- B-foto (Spelfilm)
- 1942 - Himlaspelet --- B-foto (Spelfilm)
- 1942 - Fröken Vildkatt --- Fotoassistent (Spelfilm)
- 1943 - Flickan i fönstret mitt emot --- B-foto (Spelfilm)
- 1943 - Livet på en pinne --- B-foto (Spelfilm)
- 1943 - Löjtnantshjärtan --- B-foto (Spelfilm)
- 1943 - Sexlingar --- B-foto (Spelfilm)
- 1943 - En trallande jänta --- B-foto (Spelfilm)
- 1943 - Det brinner en eld --- B-foto (Spelfilm)
- 1944 - Katrina --- B-foto (Spelfilm)
- 1944 - Lille Napoleon --- B-foto (Spelfilm)
- 1944 - Fagersta --- Foto
- 1945 - Budkavle kommer --- Foto
- 1945 - Stål bygger stad --- Foto
- 1948 - Välståndet brinner --- Foto (Beställningsfilm)
- 1948 - Jubileumskatalogen berättar: 50 år --- Foto (Beställningsfilm)
- 1949 - Ny tid över tegarna--- Foto (Beställningsfilm)
- 1950 - Kuckelikaka --- Foto (Skolfilm)
- 1960 - Himmel och pannkaka --- B-foto (Spelfilm)
- 1952 - Maailmat kohtaavat (XV olympiakisat Helsingissä 1952) --- Foto
- 1953 - Sommar i midnattssol --- Foto
- 1962 - Dilemma --- Foto (Spelfilm)

## Filmografi roller
- 1942 – Sexlingar